# Narus
Narus es una compañía estadounidense que produce sistemas de vigilancia masiva. Fue fundada en el año 1997 por Ori Cohen, investigador del desarrollo tecnológico del VDONet, una aplicación pionera de media streaming. Es conocida en el sector por haber sido el creador de NarusInsight, un sistema de supercomputadores que supuestamente es empleado por la NSA de EE. UU., así como otros organismos para realizar vigilancia masiva y monitorización de las comunicaciones de internet tanto de ciudadanos como de empresas en tiempo real.

## Historia
Narus cubre las áreas e instalaciones de AT&T del Internet backbone en San Francisco, algo que dio finalmente a una acción popular en 2006 por la Electronic Frontier Foundation contra AT&T, Hepting v. AT&T. La compañía fue adquirida en 2010 por The Boeing Company.

## NarusInsight
Associated Press informó a mediados de enero de 2005 de que el FBI abandonó esencialmente el uso de Carnivore (software) en 2001, en favor de software disponible en el mercado, como NarusInsight, un sistema de vigilancia masiva, como comunicó la agencia gubernamental al Congreso estadounidense. Un informe de 2007 describió el sistema sucesor como situado «dentro de la red de un proveedor de Internet en el punto de unión de un enrutador o conmutador de red» y capaz de almacenar indiscriminadamente los datos que fluyen a través de la red del proveedor.

## Controversia
Según Ted Gunderson, el FBI y otras agencias de inteligencia estadounidenses son responsables del fenómeno del gang stalking, cuyas pruebas se recogen en expedientes relacionados con el programa Echelon, el Carnivore System, los Sistemas TEMPEST y en los Sistemas Narus.